# هواسونغ-5
هواسونغ-5 (بالإنجليزية: Hwasong-5)‏ (بالكورية: 화성 5호) هو صاروخ باليستي تكتيكي كوري مشتق من صواريخ آر-17 إلبروس الروسية. ويطلق عليه في تقارير الناتو اسم  سكود .
في عام 1985، عقدت إيران صفة لشراء 90-100 صاروخ من نوع هواسونغ 5 من كوريا الشمالية، وبلغت قيمة الصفقة 500 مليون دولار أمريكي. وكجزء من الاتفاق أنتجت صواريخ هواسونغ-5 في إيران بأسم شهاب-1.